# Le Retour du capitaine Nemo
Pour plus de détails, voir Fiche technique et Distribution.
Le Retour du capitaine Nemo (The Return of Captain Nemo) est un téléfilm américain réalisé par Alex March et Paul Stader et diffusé le 8 mars 1978 à la télévision sur CBS.

## Synopsis
L'US Navy retrouve le « Nautilus » en parfait état dans une faille de l'Océan Atlantique. Son commandant, le capitaine Nemo, est ramené à la vie après avoir été maintenu en animation suspendue grâce au gel marin. Le gouvernement américain remet en état le sous-marin et l'équipe de nouvelles technologies afin que le célèbre capitaine affronte un savant fou, le professeur Cunningham, qui menace Washington avec un missile en échange d'un milliard de dollars. Nemo pourra continuer sa quête de la cité d'Atlantis après cette mission.

## Fiche technique
- Titre original : The Return of Captain Nemo
- Titre français : Le Retour du capitaine Nemo
- Réalisation : Alex March et Paul Stader
- Scénario : Norman Katkov, Larry Alexander, Robert Bloch, Robert C. Dennis, William Keys et Mann Rubin d'après des personnages créés par Jules Verne
- Direction artistique : Duane Alt et Eugène Lourié
- Montage : Bill Brame
- Directeur de la photographie : Lamar Boren
- Musique : Richard LaSalle
- Création des costumes : Paul Zastupnevich
- Effets spéciaux : Chuck Gaspar
- Effets spéciaux visuels : L.B. Abbott
- Producteurs exécutifs : Irwin Allen et Arthur Weiss
- Compagnies de production : Warner Bros Television - Irwin Allen Productions
- Pays de production :  États-Unis
- Format : couleurs - 35 mm - son mono - 1.33 plein écran
- Genre : science-fiction
- Durée : 150 minutes
- Dates de sortie : États-Unis : 8 mars 1978

## Distribution
- José Ferrer (VF : Georges Aminel) : capitaine Nemo
- Burgess Meredith (VF : Henri Labussière) : professeur Waldo Cunningham
- Mel Ferrer : docteur Robert Cook
- Horst Buchholz : Roi Tibor
- Tom Hallick : Tom Franklin
- Burr DeBenning : Jim Porter
- Lynda Day George : Kate
- Warren Stevens : Miller
- Med Flory : Tor